# Ной-Бартельсгаген
Ной-Бартельсгаген (нім. Neu Bartelshagen) — громада в Німеччині, розташована в землі Мекленбург-Передня Померанія. Входить до складу району Передня Померанія-Рюген. Складова частина об'єднання громад Ніпарс.
Площа — 17,36 км2. Населення становить Невірний параметр metadata 13 073 058 ос. (станом на 31 грудня 2020).